# Сан Сосио Барония
Сан Со̀сио Баронѝя (на италиански: San Sossio Baronia) е село и община в Южна Италия, провинция Авелино, регион Кампания. Разположено е на 650 m надморска височина. Населението на общината е 1772477 души (към 2010 г.).